# Законослухняний громадянин
«Законослухняний громадянин» (англ. Law Abiding Citizen) — американський драматичний психологічний трилер режисера Фелікса Ґері Ґрея і сценариста Курта Віммера. Головні ролі у фільмі виконують Джерард Батлер і Джеймі Фокс.
Автор українського перекладу — Сергій SKA Ковальчук.

## Сюжет
Добропорядний мешканець Філадельфії Клайд Шелтон втрачає сім'ю в результаті бандитського нападу. Але коли злочинці опинилися в руках правосуддя, з'ясувалося, що юридичній системі зручніше піти на угоду з одним з бандитів, щоб дати вищу міру іншому.
Помічник окружного прокурора Нік Райс йде на цю угоду, всупереч протестам обуреного Шелтона, що свято вірить у бездоганність Закону. Але його права були порушені. Через кілька років месник починає власноруч чинити розправу над вбивцями. Нік Райс досить швидко знаходить його — ним виявляється сам Клайд Шелтон. Райсу здається, що йому неважко домогтися зізнання від знесиленого сімейною трагедією Клайда.
Яке ж було здивування всіх працівників Системи, коли вони виявляють, що навіть у в'язниці ця людина здатна на жорстокішу і витончену помсту. Більше того, вони виявилися зовсім безсилі перед геніальною грою і смертоносними ударами ізольованого в одиночці Шелтона. Законослухняний громадянин почав нещадну війну проти всіх них. І справа зовсім не в помсті…

## В ролях
- Джерард Батлер — Клайд Шелтон
- Джеймі Фокс — Нік Райс
- Леслі Бібб — Сара Ловелл
- Джош Стюарт — Руперт Еймс
- Віола Девіс — Мер Філадельфії
- Крістіан Столте — Клеренс Дарбі
- Колм Міні — детектив Данніґан
- Реджина Голл — Келлі Райс
- Брюс Макгілл — Джонас Кантрелл
- Майкл Ірбі — детектив Ґарса
- Майкл Келлі — Брей
- Фелікс Ґері Ґрей — детектив (камео)

## Зйомки
Фільм був знятий у Філадельфії і її околицях. Зокрема, у в'язниці Бродмідоу і в будівлі мерії.

## Цікаві факти
- Прем'єра фільму пройшла на батьківщині Джерарда Батлера в мультиплексі Cineworld в шотландському Ґлазґо, який вважається найвищим кінотеатром у світі.
- На одній з ранніх стадій створення проекту місце режисера картини відводилося Френкові Дарабонту, а одну з ролей мала зіграти Кетрін Зета-Джонс.
- Майкл Наттер, мер Філадельфії, з'являється в невеликому камео як людина, що тримає біблію, коли герой Джеймі Фокса виголошує присягу прокурора.
- Режисер фільму Ф. Ґері Ґрей з'являється в камео поліцейського детектива, який простягає детективу Ґарсі пакет з доказами.
- Спочатку планувалося що роль Шелтона зіграє Джеймі Фокс, а роль Райса — Джерард Батлер, але потім Батлеру захотілося зіграти роль лиходія, і Фокс запропонував помінятися ролями.
- В титрах до фільму використана музика американського рок-гурту Grand Funk Railroad, а саме композиція «Sin's a Good Man's Brother» з альбому Closer To Home.
- 31 березня 2010 з'явився перероблений трейлер фільму «Законослухняний громадянин». У новому варіанті були замінений головний герой на Інженера з гри Team Fortress 2, а також кілька інших персонажів. Перероблений варіант називається «Законослухняний інженер». Всього за тиждень ролик подивилися близько 800 тисяч разів.[3][4] Навіть розробники в офіційному блозі відзначили високий рівень роботи, виконаної OneMoreUser'ом.[5]